# Antonio Barrero Ripoll
Antonio Barrero Ripoll (Madrid, 25 de marzo de 1947-Sevilla, 26 de abril de 2010) fue un ingeniero aeronáutico, catedrático universitario y profesor investigador español, cuyos trabajos en el ámbito de la nanotecnología y la mecánica de fluidos fueron reconocidos y distinguidos nacional e internacionalmente.

## Biografía
Licenciado en 1972 en Ingeniería Aeronáutica por la Universidad Politécnica de Madrid (UPM), cinco años después alcanzó el doctorado en la misma universidad. Profesor de la Escuela Técnica Superior de Ingeniería (ICAI) y en la Escuela Técnica Superior de Ingenieros de Armas Navales, también fue profesor adjunto en la Escuela Técnica Superior de Ingenieros Aeronáuticos de la Politécnica madrileña. En 1980, obtuvo la cátedra de mecánica de fluidos en la Escuela Técnica Superior de Ingenieros de la Universidad de Sevilla, donde trabajó hasta su fallecimiento. También fue profesor visitante en muchas universidades, entre ellas en Yale y en la de California en San Diego (UCSD).
Considerado uno de los ingenieros más sobresalientes de España y a nivel internacional, referencia en mecánica de fluidos y nanotecnología, integró lo que se ha considerado un selecto grupo de profesores en Sevilla que dieron un gran impulso a los estudios de ingeniería y a la transmisión de los conocimientos, fue un intelectual, amante de la poesía, hombre de reconocida capacidad de trabajo y sólida formación. Sus trabajos de investigación más destacados se centraron en torno a la interacción de pulsos de muy alta intensidad con la materia, los flujos con giro intenso en hidrodinámica y la atomización fina de líquidos. Fue el descubridor de una nueva técnica para generar chorros coaxiales de líquidos inmiscibles mediante campos eléctricos —descubrimiento que le valió el Premio Rey Jaime I— que se aplica en la actualidad en el campo de la industria alimentaria gracias a una spin-off en la que el mismo participó.
Fue miembro del Scientific Council del International Center for Mechanical Sciences, del 'Life and Physical Sciences Advisory Committee' de la Agencia Espacial Europea (ESA), académico de número de la Real Academia de Ingeniería de España (1995) y de la Real Academia Sevillana de Ciencias (2005). Entre los premios y reconocimientos por su labor investigadora, figuran el 'Annual Teaching Award of the UCSD School of Engineering' (1994), Premio de Investigación Javier Benjumea (2004), el Premio de Investigación de Andalucía Juan López de Peñalver (2007), el Premio Rey Jaime I de Innovación Técnica (2007) y el Premio Fama de Arquitectura e Ingeniería de la Universidad de Sevilla (2010).